# Planotruncana
Planotruncana es un género de foraminífero planctónico considerado un sinónimo posterior de Rosalinella, el cual es considerado a su vez un sinónimo posterior de Globotruncana de la subfamilia Globotruncaninae, de la familia Globotruncanidae, de la superfamilia Globotruncanoidea, del suborden Globigerinina y del orden Globigerinida. Su especie tipo es Planotruncana plana. Su rango cronoestratigráfico abarca desde el Santoniense hasta el Campaniense (Cretácico superior).

## Descripción
Su descripción podría coincidir con la del género Rosalinella, ya que Planotruncana ha sido considerado un sinónimo subjetivo posterior.

## Discusión
El género Planotruncana no ha tenido mucha difusión entre los especialistas. Algunos autores han considerado Planotruncana un sinónimo subjetivo posterior de Rosalinella, el cual a su vez ha sido considerado un sinónimo subjetivo posterior de Globotruncana. Clasificaciones posteriores incluirían Planotruncana en la superfamilia Globigerinoidea.

## Clasificación
Planotruncana incluía a las siguientes especies:
- Planotruncana douglasi †
- Planotruncana plana †
- Planotruncana rosula †